# Polylepiscus hirmerae
Polylepiscus hirmerae är en mångfotingart som beskrevs av Vohland 1998. Polylepiscus hirmerae ingår i släktet Polylepiscus och familjen Aphelidesmidae. Inga underarter finns listade i Catalogue of Life.